# Taras Bulba (Janáček)
La rapsodia sinfonica Taras Bulba è una composizione per orchestra di Leoš Janáček del 1918

## Storia della composizione
Il musicologo e direttore d’orchestra belga Paul Collaer ha osservato che i compositori di musica contemporanea dotati di una notevole capacità creativa siano stati numerosi e ben individualizzati; conseguentemente, il panorama musicale nel XX secolo si presenta suddiviso in una molteplicità di aspetti, in una multipolarità che ha rappresentato un fatto nuovo nella storia della musica scritta. Tuttavia, se il significato di alcuni di detti compositori si rivela relativamente facile da definire, ve ne sono altri che, per contro, sono molto più difficili da collocare in una giusta prospettiva storica ed artistica.
Leoš Janáček fa parte di questa seconda categoria di compositori. La cosa, di primo acchito, potrebbe sembrare strana, considerato che la musica del maestro moravo non pone all’ascolto alcun problema complesso; è una musica direttamente accessibile al pubblico. Ma la semplicità di Janáček è ingannevolmente facile, in quanto deriva da un lungo e complesso lavoro di fusione e superamento di fonti disparate. I punti di partenza della sua formazione musicale furono molteplici e, all’apparenza, persino contraddittori. Per poterli individuare, occorre ricercarli nella vita stessa del compositore, nonché nelle vicende nazionali e sociali che fecero da sfondo alla sua produzione e ne determinarono il corso dello sviluppo. 
Dal 1876 al 1888 lavorò presso l’Orchestra Filarmonica di Brno, dove non diresse frequentemente musiche di Bedřich Smetana, compositore troppo spiccatamente da teatro per figurare in programmi di musiche sinfoniche, ma fece conoscere al pubblico il Requiem di Hector Berlioz oltre a numerose opere di Antonín Dvořák, di cui divenne amico e del quale apprezzava la sua arte di sinfonista. Si recò successivamente a Lipsia e a Vienna, esperienza questa che ritenne ben poco proficua ai fini della sua formazione musicale. Poi fece ritorno a Brno dove fondò una scuola d’organo indipendente, che diresse con passione fino al 1920. Fu in questo periodo che Janáček trovò l’ambiente a lui congeniale per sviluppare e insegnare le proprie idee musicali, libero dai vincoli della rigida tradizione accademica ufficiale non solo per quanto concerneva il linguaggio musicale, ma anche per la concezione della musica nella società del XX secolo.  
Tra le opere maggiormente significative di detto periodo figura la rapsodia sinfonica Taras Bulba, composta tra il 1915-1918 ed eseguita per la prima volta a Brno il 9 ottobre 1921 sotto la direzione di František Neumann. 

## Struttura della composizione
Nella prefazione della partitura si legge la seguente annotazione: «La rapsodia sinfonica in tre tempi Taras Bulba, ispirata al romanzo di Gogol in cui è narrata la leggenda ucraina di Taras Bulba, ataman dei cosacchi di Zaporosc morto eroicamente al termine di una vittoriosa lotta contro i polacchi nel 1628, fu composta da Janáček durante la prima guerra mondiale a testimonianza della sua simpatia calorosa ed entusiastica verso la nazione russa in lotta». 
Il romanzo di Gogol, osserva Giacomo Manzoni, ha dato occasione a Janáček di comporre uno dei brani più arditi e fantasiosi della sua produzione musicale; in esso le armonie si presentano estremamente nuove e interessanti, mentre il ritmo viene sottoposto a un costante processo di frazionamento e trasformazione. Lo strumentale è flessibile e multiforme, capace di creare atmosfere di notevole impatto emotivo all’ascolto, dove il maestro moravo rivela di saper padroneggiare con mano esperta tutte le principali conquiste della tecnica orchestrale contemporanea, da Claude Debussy a Igor Stravinskij.
La rapsodia sinfonica è, in effetti, considerata da molti il capolavoro strumentale di Janáček "per il suggestivo incontro che egli realizza sul piano timbrico fra strumenti assolutamente lontani fra loro, come, ad esempio, le affascinanti armonie dell’organo e la festosità armoniosità delle campane". Il suo rifiuto verso l’indirizzo romantico di trasferire nella musica il canto popolare lo ha portato a ricreare nel suo linguaggio le caratteristiche della musica del popolo. Guidato da tale sua assai personale concezione, Janáček ha saputo creare temi brevi ed espressivi non disposti banalmente uno appresso all’altro, ma ordinati secondo una insistente ripetizione e successione, sempre rispondente a una reale esigenza drammatica e di legame con la parola. Da qui trova origine il realismo della sua musica; il compositore moravo fonda il proprio linguaggio sui suoni a lui pervenuti tramite il contatto quotidiano con gli uomini e la natura: i discorsi con la gente, le voci dei venditori ambulanti e dei fanciulli, il mormorio delle fronde degli alberi e il canto degli uccelli. Il tutto unito ad una personale concezione dell’armonia e della strumentazione, che conferisce alla musica di Janáček un carattere del tutto personale e talmente svincolato da esperienze precedenti da renderla straordinariamente moderna e di viva attualità ancora ai nostri giorni. Luigi Bellingardi nota come nell’eroe del romanzo di Gogol, il compositore veda il simbolo del diritto alla libertà dei popoli slavi, nel felice preannuncio della fine dell’impero asburgico e della liberazione della Cecoslovacchia dal dominio straniero.
La prima parte della rapsodia si intitola La morte di Andrea: l’introduzione è affidata al tono lamentoso e dolente del corno inglese con il sottofondo degli archi; l’atmosfera desolata e tetra del campo di battaglia è interrotta per due volte da un fortissimo accordo dell’orchestra e da un inteso scampanio, a cui segue la suggestiva, quieta entrata dell’organo in tono quasi ecclesiastico. Dopo l’interruzione, la musica prende un andamento irrequieto e nervoso, che descrive con grande efficacia lo stato d’animo profondamente turbato di Andrea, il quale è passato dalla parte del nemico per amore della bellissima figlia del governatore polacco. La brusca entrata dei tromboni raffigura l’aspro scontro della battaglia tra gli opposti schieramenti, la quale si conclude con la triste vicenda di Andrea, caduto prigioniero del suo stesso padre Taras, che malgrado l’amore paterno condanna a morte il proprio figlio per il suo gesto di giovane innamorato.  
La seconda parte è La morte di Ostap e si riferisce alla vicenda, ugualmente tragica, del secondo figlio di Taras Bulba; essa è annunciata dalle note dell’arpa e dai secchi accordi degli archi acuti prima, e progressivamente di quelli più gravi. Dopo la breve introduzione, la musica prende un ritmo crescente che conduce a un energico motivo raffigurante un altro aspro e serrato combattimento tra i cosacchi e i soldati polacchi, al termine del quale Ostap cade prigioniero dei nemici che, dopo avergli arrecato crudeli sofferenze, provvedono a giustiziarlo senza pietà. In questa seconda parte emerge, non meno rispetto alla prima e a quella successiva, la grande capacità di Janáček nel fissare sul pentagramma passioni, tragedie, un lirismo vigoroso con le più colorite espressioni e i più fantastici ritmi. Si noti, ad esempio, il tono querulo del clarinetto nel registro acuto con l’accompagnamento del tremolo degli archi e dei suoni frullati degli ottoni, che descrivono efficacemente il supplizio di Ostap, prima di essere condotto a morte. 
La terza e ultima parte è indicata come  Profezia e morte di Taras Bulba; dopo un altro feroce e implacabile scontro tra gli opposti eserciti, il condottiero dei cosacchi zaporoghi cade a sua volta prigioniero dei nemici e viene anch’esso condotto al supplizio, prima di essere giustiziato. Portato al rogo, mentre le fiamme lo lambiscono Taras Bulba profetizza il riscatto e il trionfo del suo popolo contro i nemici. L’immagine della parte conclusiva della rapsodia è anche qui descritta con rara efficacia musicale e grande perizia nell’arte dell’orchestrazione da parte di Janáček, sul sottofondo di un vigoroso crescendo dell’orchestra e di un vibrante scampanio, come l’annuncio di una futura vittoria .

## Discografia parziale
- Orchestra Filarmonica Ceca, Karel Ančerl (Supraphon)
- London Symphony Orchestra, François Huybrechts (Decca)
- Symphonieorchester des Bayerischen Rundfunks, Rafael Kubelík (Deutsche Grammophon)